# Joan Margarit i Consarnau
Joan Margarit i Consarnau (Sanaüja, 11 maggio 1938 – Sant Just Desvern, 16 febbraio 2021) è stato un poeta e architetto spagnolo. Come architetto, è stato professore presso l'Università politecnica della Catalogna (Scuola Tecnica Superiore di Architettura di Barcellona) e ha partecipato alla costruzione della Sacra Famiglia. Come poeta, ha scritto in catalano e spagnolo ed è stato insignito del Premio Miguel de Cervantes (2019).

## Biografia
Joan Margarit i Consarnau nacque a Sanahuja, nella regione di Segarra, durante la guerra civile spagnola quando il fronte aragonese era già vicino a quelle terre, figlio di Joan Margarit Serradell, architetto, di Barcellona e Trinitat Consarnau Sabaté, insegnante di l'Ametlla de Mar.
I suoi genitori si sposarono nel luglio 1936 a Barcellona, ma la guerra civile spagnola li costrinse a ritirarsi a Sanahuja, a casa della nonna paterna, dove nacque il poeta. Dopo la guerra e fino al 1948, la famiglia cambiò più volte indirizzo: Rubí, Figueres e Gerona. Tornata a Barcellona, la famiglia abitava di fronte al Parco Turó e Joan Margarit studiò il liceo presso l'Istituto Ausiàs March, che allora si trovava in Calle Muntaner. A quel punto inizia a scrivere.
Nel 1954 la famiglia si trasferisce a vivere a Tenerife e, dal 1956, Margarit trascorre i suoi anni accademici a Barcellona per studiare architettura presso il Colegio Mayor San Jorge, dove risiederà fino al 1961. Nel 1964 si diploma come architetto presso la Scuola Tecnica Superiore di Architettura di Barcellona; conseguendo il titolo di Dottore in Architettura nel 1968, con la qualifica di ottimo cum laude.
Personalmente; Nel 1962 conosce Mariona Ribalta, che sposerà l'anno successivo e dalla quale avrà tre figlie, Mònica, Anna e Joana, e un figlio, Carles. Due delle sue figlie sono morte.
Margarit divenne nota come poetessa in spagnolo nel 1963. Dopo una lunga pausa di dieci anni, scrive “Crónica”, pubblicato dall'amico Joaquín Marco, direttore della collana “Ocnos”, della Barral Editores. A partire dal 1980 inizia la sua opera poetica in catalano.
Dal 1975, Margarit e la sua famiglia si trasferiscono a Sant Just Desvern, dove aveva anche lo studio di architettura che condivideva con Carles Buxadé, amico e socio, dal 1980. Dal 1968, Margarit è stata professoressa di calcolo strutturale presso la Scuola Tecnica Superiore di Architettura di Barcellona.
Si definiva un poeta bilingue in spagnolo e catalano. D'altro canto disdegnava le correnti poetiche e riteneva che, al di fuori della poesia, l'uomo si ritrova allo scoperto, valorizzando il poeta come «l'essere più realistico, il più pragmatico, perché attinge dalla realtà. Ciò che non è pragmatico è l'economia." Dopo aver ricevuto il Premio Miguel de Cervantes, ha dichiarato: "Mi interessa la cultura; il resto non ha soluzione". La sua poesia, dove domina il verso libero, ricerca la verità e affronta con passione le cose dure della vita: "Tutto ciò che è sporco, rumoroso, brutto, stanco e violento" E "il compito del poeta, così come" quello di un architetto consiste nel costruire una struttura solida." Una poesia deve raggiungere la solidità con il minor numero di parole e "da questa accuratezza deriva il suo potere di consolazione".
Nel 1987, in occasione del Millennio di San Just Desvern, l'Enric Morera Orfeón ha presentato in prima assoluta la sua Cantata de Sant Just.
Nel 2010 è stato incaricato di proclamare la Festa della Merced, durante la quale ha invitato la Catalogna a decidere "quali relazioni vuole stabilire con la Spagna". Ha affermato che è giunto il momento di "rinunciare al tipo di unione concordata da entrambe le parti secoli fa" e di rispettare l'indipendenza catalana se si decide che la nazione "diventa un Olanda o una Danimarca". Più tardi, in un'intervista del 2015, affermò a proposito dell'indipendenza della Catalogna dalla Spagna che "la separazione è impossibile, non ci credono nemmeno quelli che parlano di separazione".
Morì il 16 febbraio 2021 a Sant Just Desvern (Barcellona).

## Attività come architetto
- Mercato regionale del bestiame di Vitoria (1977). La cupola che coronava l'edificio ha ricevuto il premio nazionale per gli edifici non industriali della Convenzione Europea sulle Costruzioni Metalliche (CECM). Questo edificio fu successivamente soggetto a diverse trasformazioni per essere utilizzato principalmente per scopi sportivi, diventando l'attuale padiglione sportivo Fernando Buesa Arena. La cupola originaria è conservata in prossimità del padiglione.[9][10][11]
- Riabilitazione della Fabbrica Aymerich a Terrassa come Museo della Scienza e della Tecnologia della Catalogna.
- Riforma del Monumento a Cristoforo Colombo (1982-1984).
- Anello e stadio olimpico di Montjuïc (1989).
- Fa parte della squadra che dirige i lavori della Sagrada Família.

## Opera

### Libri di saggi
- Nuevas cartas a un joven poeta (2009).

### Libri di poesia
- Cantos para la coral de un hombre solo. Barcelona: Vicens Vives, 1963. (Con prologo di Camilo José Cela e illustrazioni di Josep María Subirachs).
- Crónica. Barcelona: Barral Editores, 1975 (Ocnos).
- Predicación para un bárbaro. Barcelona: Editorial Prometeo, 1979.
- L'ombra de l'altre mar. Barcelona: Edicions 62, 1981.
- Vell malentès. Valencia: Eliseu Climent/3i4, 1981 (Premio Vicent Andrés Estellés de poesía).
- El passat i la joia. Vic: Eumo, 1982.
- Cants d'Hekatònim de Tifundis. Barcelona: La Gaia Ciència, 1982.
- Raquel: la fosca melangia de Robinson Crusoe. Barcelona: Edicions 62, 1983.
- L'ordre del temps. Barcelona: Edicions 62, 1985.
- Mar d'hivern. Barcelona: Proa, 1986.
- Cantata de Sant Just. Alicante: Institut d'Estudis Juan Gil-Albert, 1987.
- La dona del navegant. Barcelona: La Magrana, 1987.
- Llum de pluja. Barcelona: Península, 1987.
- Poema per a un fris. Barcelona: Escola d'Arquitectes de Barcelona, 1987.
- Edat roja. Barcelona: Columna, 1990.
- Els motius del llop. Barcelona: Columna, 1993.
- Aiguaforts. Barcelona: Columna, 1995.
- Remolcadors entre la boira. Argentona: L'Aixernador, 1995.
- Estació de França. Madrid: Hiperión, 1999. Edición bilingüe catalán-español.
- Poesía amorosa completa (1980-2000). Barcelona: Proa, 2001.
- Joana. Barcelona: Proa, 2002.
- Els primers freds. Poesia 1975-1995. Barcelona: Proa, 2004 (traducción al español: El primer frío. Poesía 1975-1995. Madrid: Visor, 2004).
- Càlcul d'estructures. Barcelona: Enciclopèdia Catalana, 2005 (Ossa menor)(traducción al español: Cálculo de estructuras. Madrid: Visor, 2005).
- Arquitecturas de la memoria. Ediciones Cátedra, 2006. Edición en español.
- Casa de Misericòrdia. Barcelona: Enciclopèdia Catalana, 2007 (Ossa menor) (edición bilingüe español-catalán: Casa de misericordia. Madrid: Visor, 2007. Premio Nacional de Poesía 2008).
- Barcelona amor final. Barcelona: Proa, 2007.
- Misteriosament feliç (2008); tradotto in spagnolo con il titolo Misteriosamente feliz (2009).
- Intemperie. Antología. Madrid: Ediciones Rilke, 2010. Edición bilingüe español-catalán.
- No era lluny ni difícil. Barcelona: Proa, 2010 (edición bilingüe español-catalán: No estaba lejos, no era difícil. Madrid: Visor, 2011).
- Es perd el senyal. Barcelona: Proa, 2012 (edición bilingüe español-catalán: Se pierde la señal. Madrid: Visor, 2013).
- Poemes d'amor. Barcelona: Proa, 2013
- Des d'on tornar a estimar. Barcelona: Proa, 2015 (edición bilingüe español-catalán: Amar es dónde. Madrid: Visor, 2015).
- Todos los poemas (1975-2015) (2015).
- Un hivern fascinant (2017); tradotto in spagnolo con il titolo Un asombroso invierno (2018).
- Animal de bosque (edizione bilingue, 2021).

### Autobiografia
- Per tenir casa cal guanyar la guerra: infància, adolescència i primera joventut (2018); traduzione spagnola: Para tener casa hay que ganar la guerra: infancia, adolescencia y primera juventud (2018).

### Traduzioni
- Miquel Martí e Pol. Amata Marta. Traduzione dal catalano allo spagnolo di Joan Margarit (1981).
- Gabriel Ferrater. Poesia incompiuta. Traduzione dal catalano allo spagnolo di Joan Margarit e Pere Rovira (1989).
- Elizabeth Bishop. Opera poetica. Traduzione di Joan Margarit e Donald Samuel Abrams (2008).
- Thomas Hardy. Poesie. Traduzione di Joan Margarit e D. Sam Abrams (2002).

## Premi
- Premio Miquel de Palol 1982
- Premio Vicent Andrés Estellés 1982
- 1983 Fiore Naturale al Jocs Florals de Barcelona
- 1985 Fiore Naturale al Jocs Florals di Barcellona
- Premio Carles Riba 1985
- 1982 Premio de la Crítica Serra d’Or
- Premio della Critica Serra d'Oro 1987
- Premio della Critica Serra d'Oro 2007
- Premio Quima Jaume 2007 di Cadaqués
- Premio Cavall Verd 2008
- Premio Nazionale di Letteratura 2008 della Generalitat della Catalogna
- Premio Rosalía de Castro 2008.
- Premio Nazionale di Poesia 2008 per Casa de Misericordia[2]
- Premio di poesia iberoamericana Pablo Neruda.
- Premio Poetas del Mundo Latino 2013 del Messico, con il poeta messicano José Emilio Pacheco.
- Premio Reina Sofía 2019 di poesia iberoamericana[12]
- Premio Miguel de Cervantes 2019.[13]

## Premio Internazionale di Poesia Joan Margarit
Nel 2023 è stato lanciato il Premio Internazionale di Poesia Joan Margarit, con lo scopo di far conoscere la sua opera a livello internazionale. Avente periodicità annuale e con l'obiettivo di premiare l'opera di poeti stranieri con una carriera consolidata e riconosciuta a livello internazionale. L'importo del premio nel 2023 era di 7.000 euro.

### Vincitori
- Sharon Olds (2023)
- Ali Ahmed Said Esber "Adonis" (2024)